# Wojnicze
Wojnicze (biał. Войневічы; ros. Войневичи) − wieś na Białorusi, w obwodzie grodzieńskim, w rejonie smorgońskim, w sielsowiecie Krewo.

## Historia
W czasach zaborów wieś włościańska w okręgu wiejskim Popielewicze, w gminie Krewo, w powiecie oszmiańskim, w guberni wileńskiej Imperium Rosyjskiego. W 1866 roku liczyła 70 mieszkańców w 7 domach. W 1905 roku wieś liczyła 91 mieszkańców, 100 dziesięcin.
W latach 1921–1945 wieś leżała w Polsce, w województwie wileńskim, w powiecie oszmiańskim, w gminie Krewo.
W 1931 wieś w 15 domach zamieszkiwało 90 osób.
Wierni należeli do parafii rzymskokatolickiej i prawosławnej w Krewie. Miejscowość podlegała pod Sąd Grodzki w Smorgoniach i Okręgowy w Wilnie; właściwy urząd pocztowy mieścił się w Krewie.
Po II wojnie światowej w granicach Związku Sowieckiego. Od 1991 w niepodległej Białorusi.